# هرمان رکناگل
هرمان رکناگل (آلمانی: Hermann Recknagel; ۱۸ ژوئیهٔ ۱۸۹۲ – ۲۳ ژانویهٔ ۱۹۴۵) یک ژنرال آلمانی در جنگ جهانی دوم و از فرماندهان لشکر ۱۱۱ام پیاده‌نظام ورماخت بود.

## نشان‌ها و جوایز
- صلیب آهنین (۱۹۱۴) درجه دو (۱ اکتبر ۱۹۱۴) و درجه یک (۳۰ سپتامبر ۱۹۱۶)
- صلیب آلمانی طلایی (۱۱ فوریه ۱۹۴۳)
- صلیب شوالیه آهنین با برگ‌های بلوط و شمشیرها
  - صلیب شوالیه (۵ اوت ۱۹۴۰)
  - برگ‌های بلوط (۶ نوامبر ۱۹۴۳)
  - شمشیرها (۲۳ اکتبر ۱۹۴۴)